# Верзила (фильм, 1989)
«Верзи́ла» (англ. The Tall Guy) — британская комедия 1989 года режиссёра Мэла Смита. Премьерный показ фильма состоялся 11 сентября 1989 года на Кинофестивале в Торонто.
Актёр-неудачник вынужден участвовать в плохой пьесе в плохой роли. И он влюблён в медсестру.

## В ролях
- Джефф Голдблюм — Декстер Кинг
- Эмма Томпсон — Кейт Леммон
- Роуэн Аткинсон — Рон Андерсон
- Джеральдин Джеймс — Кармен
- Анна Мэсси — Мэри
- Ким Томсон — Шерил
- Джейсон Айзекс — второй доктор